# Arvernien
En El Silmarillion, Arvernien era la región costera de Beleriand al norte de la Isla de Balar.
La región cumple una pequeña parte de la historia cuando Círdan el Carpintero de Barcos construye una última fortaleza en la Isla de Balar junto con el aún joven Gil-Galad, después de la destrucción de Brithombar y Eglarest, puertos que estaban bajo su custodia. 
A Arvernien llegan todos los Noldor y los Sindar, aparte de los vástagos de los hombres y otros pueblos de elfos que buscaban protección contra la ira de Morgoth, quien para el año 570 de la Primera Edad del Sol había acabado con todos los reinos de los Noldor en Beleriand. 
Del bosque de abedules de Arvernien, Nimbrethil, Eärendil, quien llegó a los puertos de esta región después de la Caída de Gondolin, sacó la madera para construir su barco Vingilot. 
Se dice que en Arvernien todas las heridas se curaron debido a la Elessar (la piedra de elfo traída de Gondolin) de Eärendil y el Silmaril de Elwing, el cual había sido recuperado con anterioridad por Beren y Lúthien.
- Datos: Q3501967